# Eddie Money
Eddie Money (nascido Edward Joseph Mahoney; 21 de março de 1949 - 13 de setembro de 2019) foi um cantor e compositor de rock americano que fez sucesso nas décadas de 1970 e 1980 com uma série de hits que chegaram às paradas de sucesso, além de álbuns que conseguiram discos de platina.
Money morreu em 13 de setembro de 2019, aos 70 anos de idade, devido a um câncer no esôfago.

## Carreira
Após seguir os passos do seu pai e treinar para se tornar um policial, no fim da década de 1960, Money se interessou pela música, e eventualmente abandonou sua carreira para se tornar um músico profissional. Mudou-se para Berkeley, na Califórnia, onde se tornou uma figura constante na cena musical local, e conseguiu atenção suficiente para assinar um contrato com a gravadora Columbia Records. Ao longo da década de 1970 conseguiu entrar nas paradas de sucesso com singles como "Baby Hold On" e "Two Tickets to Paradise". Money se aproveitou da cena musical surgida com a MTV e a popularização dos videoclipes, no início dos anos 80 e produziu diversos vídeos com narrativas humorísticas, em especial para "Shakin'" (que esteve presente no jogo Guitar Hero Encore: Rocks the 80s) e "Think I'm in Love". Sua carreira, no entanto, começou a entrar em declínio depois de diversos lançamentos no meio da década, aliados à sua luta contra as drogas.

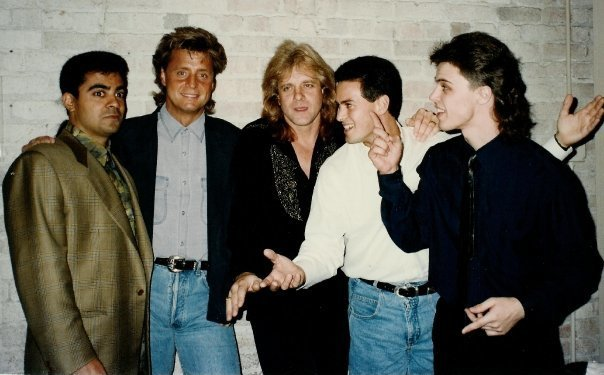
Eddie Money no centro, em 1990

Money retornou dois anos mais tarde, em 1986, com o álbum Can't Hold Back; nele, fez um dueto com Ronnie Spector, na canção "Take Me Home Tonight", que chegou ao Top 10 americano, juntamente com o sucesso "I Wanna Go Back". O próximo álbum, "Walk on Water", também se destacou nas paradas, porém este período de grandes vendagens chegou ao fim no início da década de 1990, com "I'll Get By". Durante as próximas décadas Eddie Money lançou apenas álbuns de compilações, com pouco material novo. 

## Discografia

### Álbuns
| Year | Album                      | Billboard 200 | RIAA             |
| ---- | -------------------------- | ------------- | ---------------- |
| 1977 | Eddie Money                | 37            | 2× Multi-Platina |
| 1978 | Life for the Taking        | 17            | Platina          |
| 1980 | Playing for Keeps          | 35            | —                |
| 1982 | No Control                 | 20            | Platina          |
| 1983 | Where's the Party?         | 67            | —                |
| 1986 | Can't Hold Back            | 20            | Platina          |
| 1988 | Nothing to Lose            | 49            | Gold             |
| 1991 | Right Here                 | 160           | —                |
| 1992 | Unplug It In               | —             | —                |
| 1995 | Love and Money             | —             | —                |
| 1996 | Good as Gold               | —             | —                |
| 1997 | Shakin' with the Money Man | —             | —                |
| 1999 | Ready Eddie                | —             | —                |
| 2003 | Then and Now               | —             | —                |
| 2007 | Wanna Go Back              | —             | —                |

### Compilações e edições especiais
| Year | Album                                     | Billboard 200 | RIAA |
| ---- | ----------------------------------------- | ------------- | ---- |
| 1989 | Greatest Hits: The Sound of Money         | 53            | Gold |
| 1997 | Super Hits                                | —             | —    |
| 1998 | Greatest Hits Live: The Encore Collection | —             | —    |
| 2000 | Complete Eddie Money Live                 | —             | —    |
| 2001 | The Best of Eddie Money                   | —             | —    |
| 2003 | The Essential Eddie Money                 | —             | —    |
| 2003 | Let's Rock and Roll the Place             | —             | —    |

### Singles
| Ano  | Single                              | Posições nas paradas | Posições nas paradas | Posições nas paradas | Álbum                             |
| Ano  | Single                              | US Hot 100           | US Main Rock         | US AC                | Álbum                             |
| ---- | ----------------------------------- | -------------------- | -------------------- | -------------------- | --------------------------------- |
| 1978 | "Baby Hold On"                      | 11                   | —                    | —                    | Eddie Money                       |
| 1978 | "Two Tickets to Paradise"           | 22                   | —                    | —                    | Eddie Money                       |
| 1979 | "You've Really Got a Hold on Me"    | 72                   | —                    | —                    | Eddie Money                       |
| 1979 | "Maybe I'm a Fool"                  | 22                   | —                    | —                    | Life for the Taking               |
| 1979 | "Can't Keep a Good Man Down"        | 63                   | —                    | —                    | Life for the Taking               |
| 1979 | "Get a Move On"                     | 46                   | —                    | —                    | Playing for Keeps                 |
| 1980 | "Let's Be Lovers Again"             | 65                   | —                    | —                    | Playing for Keeps                 |
| 1980 | "Running Back"                      | 78                   | —                    | —                    | Playing for Keeps                 |
| 1982 | "Think I'm in Love"                 | 16                   | 1                    | —                    | No Control                        |
| 1982 | "Shakin'"                           | 63                   | 9                    | —                    | No Control                        |
| 1983 | "The Big Crash"                     | 54                   | 17                   | —                    | Where's the Party?                |
| 1984 | "Club Michelle"                     | 66                   | —                    | —                    | Where's the Party?                |
| 1986 | "Take Me Home Tonight"              | 4                    | 1                    | —                    | Can't Hold Back                   |
| 1986 | "I Wanna Go Back"                   | 14                   | 3                    | 33                   | Can't Hold Back                   |
| 1987 | "Endless Nights (Eddie Money)"      | 21                   | 10                   | —                    | Can't Hold Back                   |
| 1987 | "We Should Be Sleeping"             | 90                   | 18                   | —                    | Can't Hold Back                   |
| 1988 | "Walk on Water"                     | 9                    | 2                    | —                    | Nothin' to Lose                   |
| 1989 | "The Love in Your Eyes"             | 24                   | 1                    | —                    | Nothin' to Lose                   |
| 1989 | "Let Me In"                         | 60                   | 30                   | —                    | Nothin' to Lose                   |
| 1990 | "Peace in Our Time"                 | 11                   | 2                    | 34                   | Greatest Hits: The Sound of Money |
| 1991 | "I'll Get By"                       | 21                   | —                    | 7                    | Right Here                        |
| 1991 | "Heaven in the Back Seat"           | 58                   | 6                    | —                    | Right Here                        |
| 1992 | "Fall in Love Again"                | 54                   | —                    | 16                   | Right Here                        |
| 2008 | "Gimme Some Water" (com Vince Gill) | —                    | —                    | —                    | single apenas                     |

## Morte
Em 24 de agosto de 2019, Money, um fumante de longa data, revelou que havia sido diagnosticado com câncer de esôfago no estágio 4. Ele morreu da doença em 13 de setembro de 2019, aos 70 anos de idade. A declaração da família dizia em parte: “É com o coração pesado que dizemos adeus ao nosso querido marido e pai. Não podemos imaginar nosso mundo sem ele. Somos gratos por ele viver para sempre através de sua música.”